# Geochelone
Geochelone Fitzinger, 1835 è un genere di tartarughe terrestri appartenente alla famiglia Testudinidae. Le tartarughe del genere Geochelone, note anche come tartarughe tipiche o tartarughe terrestri, si trovano nell'Asia meridionale, e la loro dieta consiste principalmente di piante.
La forma del guscio della tartaruga stella indiana ricorda un gömböc, permettendogli di rimettersi in piedi molto facilmente quando viene ribaltata sul guscio.

## Tassonomia
Comprende le seguenti specie:
- Geochelone elegans (Schoepff, 1795) - testuggine stellata indiana
- Geochelone platynota (Blyth, 1863) - testuggine stellata birmana

### Binomi obsoleti
Alcune specie di tartarughe sono state rimosse dal genere. Questo taxon, come precedentemente definito, era "polifiletico, rappresentando almeno cinque cladi indipendenti". Le tartarughe rimosse da questo genere includono membri dei generi Aldabrachelys (dalle Seychelles e dal Madagascar), Astrochelys (Madagascar), Chelonoidis (Sud America e Isole Galápagos), Stigmochelys e Centrochelys (Africa), e l'estinta Megalochelys (Asia meridionale).
Le seguenti specie, in passato attribuite al genere Geochelone sono collocate in generi differenti:
- † Geochelone atlas = Megalochelys atlas
- † Geochelone burchardi = Centrochelys burchardi
- Geochelone carbonaria = Chelonoidis carbonaria
- Geochelone chilensis = Chelonoidis chilensis
- Geochelone denticulata = Chelonoidis denticulata
- Geochelone gigantea = Dipsochelys dussumieri
- † Geochelone gymnesica = Centrochelys gymnesica
- Geochelone nigra = Chelonoidis nigra
- Geochelone pardalis = Stigmochelys pardalis
- Geochelone sulcata = Centrochelys sulcata
- Geochelone radiata = Astrochelys radiata
- Geochelone yniphora = Astrochelys yniphora
- † Geochelone vulcanica = Centrochelys vulcanica